# (3572) Leogoldberg
(3572) Leogoldberg (1954 UJ2) est un astéroïde de la ceinture principale, découvert le 28 octobre 1954 à l'observatoire Goethe Link près de Brooklyn, dans l'Indiana. Il a une magnitude absolue de 12,7.